# Håkon Gundersen
Håkon Gundersen, né le 18 septembre 1907 à Fredrikstad et mort le 26 décembre 1986 à Sarpsborg, est un footballeur international norvégien. Il évoluait au poste de gardien de but.

## Biographie

### En club
Håkon Gundersen est joueur du Frigg Oslo FK durant sa carrière,,.

### En équipe nationale
International norvégien, il reçoit 2 sélections en équipe de Norvège en 1936 et en 1937,.
Son premier match en sélection a lieu le 26 juillet 1936 contre la Suède (victoire 4-3 à Stockholm) en match amical.
Il fait partie du groupe norvégien médaillé de bronze aux Jeux olympiques de 1936 mais ne dispute aucune rencontre durant le tournoi.
Son dernier match en sélection a lieu le 13 juin 1937 contre le Danemark (défaite 1-5 à Copenhague) dans le cadre du Championnat nordique.

## Palmarès

### En sélection
Norvège
- Jeux olympiques :
  -  Bronze : 1936.